# Henner Simianer
Henner Simianer (* 30. April 1957 in Karlsruhe) ist ein deutscher Agrarwissenschaftler und war von 2001 bis 2022 Professor für Tierzucht und Haustiergenetik an der Georg-August-Universität Göttingen.

## Leben
Simianer besuchte das Goethe-Gymnasium in Karlsruhe und studierte von 1976 bis 1981 Agrarwissenschaften an der Justus-Liebig-Universität Gießen. Das Studium schloss er mit dem Titel Dipl.-Ing. agr. ab. 1985 wurde er in Gießen mit der Arbeit Das Tiermodell in der Zuchtwertschätzung mit BLUP zum Dr. agr. promoviert. Sein Doktorvater ist Rudolf Waßmuth. Nach einem kurzen Forschungsaufenthalt 1987 und 1988 am Department of Animal and Poultry Science an der University of Guelph in Kanada bei Lawrence Schaeffer arbeitete er bis 1995 an der Universität Hohenheim und habilitierte sich hier im Jahre 1992 für das Fach Tierzucht und Haustiergenetik. In den folgenden Jahren arbeitete er als selbstständiger wissenschaftlicher Berater in einer von ihm gegründeten Firma und als Dozent am Institut für Tierzucht an der ETH Zürich in der Schweiz, ehe er 2001 den Ruf für die Professur (C4) für Tierzucht an der Georg-August-Universität Göttingen erhielt, die er bis zu seinem Ruhestand am 31. März 2022 innehielt. Von 2019 bis 2022 war er zudem Dekan an der Fakultät für Agrarwissenschaften.

## Wirken
In seiner Zeit als Professor an der Georg-August-Universität Göttingen nahm Simianer eine zentrale Rolle in einer Vielzahl wissenschaftlicher Verbände ein. Von 2001 bis 2007 war er Präsident der Gesellschaft für Tierzuchtwissenschaften und Vizepräsident der Deutschen Gesellschaft für Züchtungskunde e.V. Von 2003 bis 2008 war er zuerst Vizepräsident und von 2009 bis 2015 Präsident der Genetikkommission der Europäischen Vereinigung für Tierproduktion (EAAP). Besondere Bedeutung wurde ihm als Leiter des Programmausschusses für den 9. World Congress on Genetics Applied to Livestock Production, der 2010 in Leipzig veranstaltet wurde, zuteil.
An der Georg-August-Universität Göttingen selbst übernahm er ab 2004 die Leitung des Instituts für Tierzucht und Haustiergenetik. Nach der Gründung des Departments für Nutztierwissenschaften im Jahre 2009 übernahm er dann die Professur für Tierzucht und Haustiergenetik, die er bis zu seinem Ruhestand im Jahre 2022 innehatte. Zwischen 2014 und 2019 übernahm er zudem die Rolle des Forschungsdekans und schließlich von 2019 bis 2022 die Rolle des Dekans an der Fakultät für Agrarwissenschaften.
Simianers Forschungstätigkeiten beschäftigten sich primär mit der quantitative Genetik, der Zuchtplanung, der Erhaltung und Quantifizierung von genetischer Diversität und der Populationsgenetik von Nutztierpopulationen. Hierbei setze er sich besonders für interdisziplinäre Forschungsarbeiten zwischen Tier- und Pflanzenzüchtung sowie der Humangenetik ein. So war er in großen interdisziplinären Verbundprojekten, wie Synbreed und MAZE, und größeren EU-Projekten, wie IMAGE und LowInputBreeds, beteiligt. Des Weiteren war er einer der Initiatoren und erster geschäftsführender Direktor des 2017 gegründeten Zentrum für integrierte Züchtungsforschung (CiBreed) an der Georg-August-Universität Göttingen. 
Von 2002 bis 2021 arbeitete er als Editor für die wissenschaftliche Fachzeitschrift Journal of Animal Breeding and Genetics (Wiley).
Gemeinsam mit Alfons Willam  verfasst er das Lehrbuch Tierzucht Grundwissen Bachelor.

## Auszeichnungen
- 2013: Chapman Lecturer,  University of Wisconsin, Madison,  USA[17]
- 2017: Distinguished Service Award der Europäische Vereinigung für Tierproduktion (EAAP)[18]